# Parco naturale regionale del Luberon
Il parco naturale regionale del Luberon è un parco naturale della Francia meridionale, istituito nel 1977 e situato nella regione della Provenza-Alpi-Costa Azzurra.
Il territorio si estende da Cavaillon (Vaucluse) a Lurs (Alpi dell'Alta Provenza), coprendo interamente il massiccio montagnoso del Luberon, composto da tre alture, il Luberon orientale, il Grand Luberon e il Petit Luberon.
Il parco ospita una fauna e una flora caratterizzate da un'eccezionale biodiversità oltre che da un patrimonio architettonico e paesaggistico di grande valore.
Dal dicembre 1997 il parco è stato incluso nella rete mondiale di riserve della biosfera dell'UNESCO.

## Territorio

### Comuni

Logo del Parco del Luberon

I comuni che rientrano nel territorio del parco erano 72 nel 2005, suddivisi fra i dipartimenti di Vaucluse e Alpi dell'Alta Provenza, con una popolazione complessiva di oltre 152.000 abitanti:
- Dipartimento del Vaucluse

Ansouis, Apt, La Bastide-des-Jourdans, La Bastidonne, Les Beaumettes, Beaumont-de-Pertuis, Bonnieux, Buoux, Cabrières-d'Aigues, Cadenet, Caseneuve, Cavaillon, Cheval-Blanc, Cucuron, Gargas, Gordes, Goult, Grambois, Joucas, Lacoste, Lagarde-d'Apt, Lauris, Lourmarin, Maubec, Ménerbes, Mérindol, Mirabeau, Murs, Oppède, Pertuis, Peypin-d'Aigues, Puget-sur-Durance, Puyvert, Robion, Roussillon, Rustrel, Saignon, Saint-Martin-de-Castillon, Saint-Martin-de-la-Brasque, Saint-Pantaléon, Saint-Saturnin-lès-Apt, Sannes, Les Taillades, La Tour-d'Aigues, Vaugines, Viens, Villars, Villelaure, Vitrolles.
- Dipartimento delle Alpi dell'Alta Provenza

Aubenas-les-Alpes, Céreste, Dauphin, Manosque, Montfuron, Montjustin, Oppédette, Pierrevert, Reillanne, Revestdes-Brousses, Saint-Maime, Saint-Martin-les-Eaux, Saint-Michel-l'Observatoire, Sainte-Tulle, Vachères, Villemus, Villeneuve, Volx.

### Geologia
Sulla scala dei tempi geologici, il Luberon è costituito da rocce databili dalla fine dell'era secondaria fino alla metà dell'era terziaria
Il massiccio montagnoso è costituito da terreni secondari risalenti al Cretaceo inferiore, mentre la pianura che lo circonda risale principalmente all'era terziaria.
Per questo motivo la regione è conosciuta per la ricchezza dei fossili risalenti alla fine dell'era secondaria.
Il Petit Luberon è costituito da una zona molto vasta di calcarei marnosi, accoppiati a banchi di calcare più duro (Neocomiano) formanti delle grandi falesie. Sul versante nord, è il barremiano ad occupare la più grande superficie.
Il Grand Luberon è formato da calcari marnosi che gli donano un aspetto arrotondato del periodo Hauteriviano (Cretaceo superiore).

### Rilievi
Tutto il territorio del parco regionale è segnato da rilievi accidentati intersecati da larghe vallate.
A nord del parco, il massiccio dei monti della Vaucluse, orientato da est a ovest, fa da contrafforte alle montagne del Ventoux e della Lure.
A ovest, le pianure di Joucas e di Coustellet sono separate dal bacino di Apt per mezzo delle colline di Goult e di Roussillon.
Posta al centro del parco, la "montagna del Luberon" è la spina dorsale del parco e ne costituisce il principale rilievo. Le sue pendici meridionali sono estremamente scoscese, al contrario di quelle settentrionali che declinano più dolcemente verso il bacino d'Apt.
L'estremità orientale del massiccio forma il Luberon orientale, con un rilievo più arrotondato formato da colline dalle pendenze dolci, dominate dall'altura di Bellevue.
Al sud, il parco è fiancheggiato dalla valle della Durance. Le piogge in autunno, e il disgelo delle nevi d'inverno, possono ingrandirne il letto fino a un chilometro di larghezza. Una gran parte dell'acqua alimenta degli sbarramenti e dei canali destinati ai vari bisogni delle attività umane: irrigazione, acqua per uso domestico, energia elettrica...